# The Beacon Street Collection
A The Beacon Street Collection a No Doubt amerikai együttes második albuma. 1995-ben adták ki.

## Számok
1. Open the Gate (Eric Stefani, Gwen Stefani, Tom Dumont, Tony Kanal, Adrian Young) – 3:40
2. Blue in the Face (E. Stefani) – 4:35
3. Total Hate '95 (John Spence, Chris Leal, Gabriel "Papa Gallo" Gonzalez II) – 3:18
4. Stricken (E. Stefani, Kanal, G. Stefani, Dumont) – 4:06
5. Greener Pastures (Kanal, G. Stefani) – 5:05
6. By the Way (Dumont, G. Stefani) – 4:29
7. Snakes (Kanal, G. Stefani) – 4:37
8. That's Just Me (Eric Keyes, E. Stefani) – 4:08
9. Squeal (E. Stefani) – 2:38
10. Doghouse (E. Stefani) – 4:26

## Előadók
No Doubt
- Tom Dumont – gitár
- Tony Kanal – basszusgitár
- Eric Stefani – billentyűk
- Gwen Stefani – vokál
- Adrian Young – ütőhangszer, dob

Egyéb tagok
- Bradley Nowell- vokál (hármas szám)
- Phil Jordan – trombita
- Gabrial McNair – ütőhangszer, harsona
- Eric Carpenter – szaxofon

## Külső hivatkozások
- No Doubt Hivatalos honlap